# Idioma galés
El galés (Cymraegⓘ) es un idioma perteneciente al grupo britónico de la familia de lenguas celtas. Es hablado en el país de Gales, donde aproximadamente 857 600 personas (el 28 % de la población galesa) lo utilizan como su lengua principal, especialmente en la zona norte del país. El galés es el idioma oficial junto con el inglés. 
También se habla en el sur de Argentina, más específicamente en la provincia de Chubut, donde vive la mayor comunidad galesa fuera de las islas británicas (véase galés patagónico).

## Aspectos históricos, sociales y culturales

### La lengua galesa hoy
Hoy en día hay escuelas y universidades que enseñan tanto en galés como en inglés. El Gobierno galés y todos los servicios públicos son bilingües. Hay varios periódicos, revistas, y emisoras de radio disponibles en galés y también, desde 1982, un canal de televisión en este idioma, llamado Sianel Pedwar Cymru o S4C.
El galés era la lengua principal del país hasta que el rey Eduardo I de Inglaterra sometió el país a la Corona británica, durante el siglo XIII. Aunque el inglés es la lengua dominante en la actualidad, el galés todavía es importante, y no se observa riesgo de desaparición a corto plazo.
Cabe destacar que el galés fue uno de los idiomas predilectos del famoso escritor y filólogo J. R. R. Tolkien (quien usó algunos de sus sonidos para sus lenguas artísticas, especialmente el sindarin). En su ensayo titulado «Un vicio secreto» incluyó el galés entre los «idiomas que poseen una característica y, cada uno a su modo, bella formación de palabras». En otro ensayo, titulado «El inglés y el galés», analizó la palabra inglesa Welsh (‘galés’).

### Historia
Como la mayoría de las lenguas, en la historia del galés existen períodos identificables, a pesar de que las fronteras entre ellas sean a menudo muy difusas.

#### Galés antiguo
Las fuentes más antiguas de una lengua identificable como galés se remontan hasta aproximadamente el siglo VI, y la lengua de este período se conoce como Galés primitivo. Queda muy poco de este período. El siguiente período principal, algo mejor testimoniado, es el galés antiguo (Hen Gymraeg) (siglos IX a XI); conservamos poesía tanto de Gales como de Escocia en esta forma de la lengua. Cuando la colonización germánica y gaélica de Gran Bretaña progresó, los hablantes britónicos en Gales se encontraron separados de los de Inglaterra septentrional, hablantes de cúmbrico, y de los del sudoeste, hablantes de la lengua que después se convirtió en córnico, y de esta manera las lenguas se separaron. A esta época pertenece tanto el Canu Aneirin como el Canu Taliesin. No siempre es posible distinguir entre los textos del galés antiguo y los de las formas antiguas de las otras lenguas britónicas.

#### Galés medio
Galés medio (o Cymraeg Canol) es la etiqueta puesta al galés de los siglos XII a XIV, período del que nos quedan más restos que del anterior. Esta es la lengua de casi todos los manuscritos antiguos supervivientes del Mabinogion, a pesar de los cuentos mismos son mucho más viejos. Es también la lengua de los manuscritos existentes de la Ley galesa. El galés medio es razonablemente inteligible para un hablante de galés moderno con un poco de trabajo.

#### Galés moderno
El galés moderno puede dividirse en dos períodos. El primero, llamado galés moderno inicial va desde el siglo XIV hasta aproximadamente el final del siglo XVI, y fue la lengua usada por Dafydd ap Gwilym. 

#### Galés moderno inicial
Esta etapa comienza con la publicación de la traducción de la Biblia de William Morgan en 1587. Como en el caso de la traducción al inglés, la versión de rey Jacobo, demostró tener un efecto de estabilización en la lengua. Por supuesto, ha habido mucho cambio menor en la lengua desde aquella.

#### ElsigloXIX
La lengua tuvo un nuevo auge en el siglo XIX con la publicación de algunos de los primeros diccionarios completos del galés. El trabajo anterior de los pioneros lexicógrafos galeses, tales como Daniel Silva Evans, se aseguraron de la correcta documentación de la lengua, y los diccionarios modernos como el Geiriadur Prifysgol Cymru (o Diccionario de la Universidad de Gales), son descendientes directos de estos diccionarios.
Con todo, el influjo de los trabajadores ingleses durante la Revolución Industrial en Gales desde aproximadamente el 1800 llevó a una adulteración sustancial de la población de habla galesa de Gales. Los inmigrantes ingleses rara vez aprendían galés y sus colegas galeses tendían a hablar en inglés cuando había algún inglés, y el bilingüismo se hizo casi total. El estatus legal del galés era inferior al del inglés, y, de esa manera, el inglés poco a poco comenzó a prevalecer, excepto en las áreas más rurales, particularmente en el noroeste y en el centro de Gales. Una excepción importante, con todo, fueron las iglesias no conformistas, que estaban fuertemente asociadas con la lengua galesa.

#### SiglosXXyXXI
En el siglo XX el número de hablantes de galés descendió a un punto que hacía prever la extinción de la lengua en pocas generaciones. La primera vez que el censo decenal comenzó a preguntar cuestiones lingüísticas fue en 1891, en esta época el 54 % de la población todavía hablaba galés. El porcentaje descendía con cada censo, hasta alcanzar la tasa más baja en 1981 (19 %):
- 1891 = 1 700 000 habitantes de los cuales 898 914 hablantes (54,4 %)
- 1901 = 2 015 000 habitantes de los cuales 929 824 hablantes (46,15 %)
- 1911 = 2 205 000 habitantes de los cuales 977 336 hablantes (43 %)
- 1921 = 2 660 000 habitantes de los cuales 929 183 hablantes (37,2 %)
- 1931 = 2 158 000 habitantes de los cuales 794 144 hablantes (36,8 %)
- 1951 = 2 597 000 habitantes de los cuales 737 548 hablantes (28,4 %)
- 1961 = 2 644 000 habitantes de los cuales 652 000 hablantes (26 %)
- 1971 = 2 700 000 habitantes de los cuales 542 402 hablantes (20,84 %)
- 1981 = 2 807 000 habitantes de los cuales 503 549 hablantes (19,1 %)
- 1991 = 2 914 000 habitantes de los cuales 572 102 hablantes (19,63 %)

En 1991 la posición era estable (19 % como en 1981) y en el censo más reciente, 2001, subía hasta un 21 % que podía hablar galés. El censo de 2001 también registra que el 20 % podía leer galés, el 18 % lo podía escribir y el 24 % lo podía comprender. Además, el porcentaje más elevado de hablantes de galés estaba entre la juventud, cosa que presagia algo bueno para el futuro del galés. En 2001, el 39% de los niños de entre 10 y 15 años sabían hablar, leer y escribir galés (muchos aprendiéndolo en la escuela), comparado con 25 % de los de 16 a 19 años. Con todo, el porcentaje de hablantes de galés en áreas donde es hablado por la mayoría está todavía en declive.
Al mismo tiempo que aumentó la influencia del nacionalismo galés, el idioma empezó a recibir apoyo y ayudas gubernamentales, todo ello añadido al establecimiento de la radiotelevisión en lengua galesa. Esta encontró una masa de audiencia que estaba preocupada por el estancamiento de la lengua.
Posiblemente, el acontecimiento reciente más importante es que a finales del siglo XX el estudio del galés se fijó como obligatorio para todos los alumnos de hasta 16 años, y esto reforzó la lengua de las áreas de habla galesa, reintroduciendo al menos un conocimiento elemental de galés en áreas que se habían convertido en casi completamente anglófonas. Se detuvo la caída del porcentaje de galeses que saben hablar galés y asimismo hay signos de una modesta recuperación. Con todo, a pesar de ser el galés la lengua cotidiana en algunas partes del país, el inglés es comprendido por todo el mundo.

## Ortografía
El galés se escribe en una versión del alfabeto latino que consta de 28 letras, de las que ocho son dígrafos tratados como letras simples a efectos de contexto:
a, b, c, ch, d, dd, e, f, ff, g, ng, h, i, l, ll, m, n, o, p, ph, r, rh, s, t, th, u, w, y
La letra j, a pesar de no emplearse originariamente para escribir en galés, se tomó prestada del alfabeto inglés y es usada en algunos préstamos.
El diacrítico más usual es el circunflejo, que se usa en algunos casos para marcar una vocal larga.

## Descripción lingüística

### Fonología
El galés tiene los siguientes fonemas consonánticos:
|             | Bilabial | Labio- dental | Labio- velar | Dental | Alveolar | Alveolar lateral | Post- alveolar | Palatal | Velar | Uvular | Glotal |
| Oclusiva    | p b      |               |              |        | t d      |                  |                |         | k g   |        |        |
| Africada    |          |               |              |        |          |                  | (tʃ) (dʒ)      |         |       |        |        |
| Nasal       | (m̥) m    |               |              |        | (n̥) n    |                  |                |         | (ŋ̊) ŋ |        |        |
| Fricativa   |          | f v           |              | θ ð    | s (z)    | ɬ                | ʃ              |         |       | χ      | h      |
| vibrante    |          |               |              |        | r̥ r      |                  |                |         |       |        |        |
| Aproximante |          |               | w            |        |          | l                |                | j       |       |        |        |
/z/ solo aparece en préstamos no asimilados. /tʃ/ y /dʒ/ aparecen especialmente en préstamos, pero también en algunos dialectos como evolución de /tj/ y /dj/; las nasales sordas /m̥/, /n̥/, /ŋ̊/ solo aparecen como consecuencia de mutación nasal.

Tabla que representa los formantes vocálicos de un hablante de galés de Bangor.

Para las vocales se tiene el siguiente inventario vocálico:
| Monoptongos  | Posteriores | Central | Anteriores |
| ------------ | ----------- | ------- | ---------- |
| Cerrada      | iː          | ɨː      | uː         |
| Casi cerrada | ɪ           | ɨ̞       | ʊ          |
| Semicerrada  | eː          | ə       | oː         |
| Semiabierta  | ɛ           | ə       | ɔ          |
| Abierta      | a           |         |            |
| Abierta      | aː          |         |            |
Las vocales /ɨ̞/ e /ɨː/ solo aparecen en los dialectos del norte; en los del sur son sustituidas por /ɪ/ e /iː/ respectivamente. En los dialectos meridionales, el contraste entre vocales largas y breves solo se encuentra en sílaba tónica; en los dialectos septentrionales, el contraste solo se encuentra en sílabas finales acentuadas (incluyendo monosílabos).
La vocal /ə/ no aparece en sílaba final de palabra (excepto en unos pocos monosílabos).
| Diptongos                       | El segundo componente es posterior | El segundo componente es central | El segundo componente es anterior |
| ------------------------------- | ---------------------------------- | -------------------------------- | --------------------------------- |
| El primer componente es cerrado |                                    | ʊɨ                               | ɪu, ɨu                            |
| El primer componente es medio   | əi, ɔi                             | əɨ, ɔɨ                           | ɛu, əu                            |
| El primer componente es abierto | ai                                 | aɨ, aːɨ                          | au                                |
Los diptongos que contienen /ɨ/ solo aparecen en los dialectos septentrionales; en los dialectos meridionales /ʊɨ/ es sustituido por /ʊi/, /ɨu, əɨ, ɔɨ/ convergen en /ɪu, əi, ɔi/, y /aɨ, aːɨ/ convergen en /ai/.
El acento en polisílabos aparece normalmente en la penúltima sílaba, muy raramente en la última. La colocación del acento significa que palabras y conceptos relacionados (o mismamente plurales) pueden sonar bastante diferentes, cuando se le añaden sílabas al final de una palabra y el acento se mueve en correspondencia, e.g.:
ysgrif — /ˈəsgriv/ — un artículo o ensayo.
ysgrifen — /əsˈgriven/ — escritura.
ysgrifennydd — /əsgriˈvenɨð/ — un secretario.
ysgrifenyddes — /əsgriveˈnəðes/ — una secretaria.
(Es de destacar también que al añadir una sílaba a ysgrifennydd para formar ysgrifenyddes cambia la pronunciación de la segunda "y". Esto se debe a que la pronunciación de la "y" depende de si está en la sílaba final o no).

### Morfología

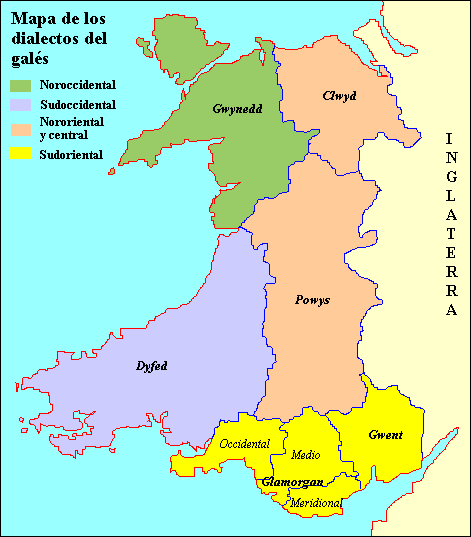
Dialectos del galés.

La morfología del galés tiene mucho en común con las dos otras lenguas británicas modernas, como el uso de las mutaciones consonánticas iniciales (en el galés se utilizan cuatro), y el uso de las llamadas "preposiciones conjugadas" (preposiciones fusionadas con pronombres personales). Los sustantivos pueden ser masculinos o femeninos y carecen de declinación. En galés existe toda una variedad de terminaciones que expresan el plural y dos para indicar el singular de algunos sustantivos. En el galés coloquial la conjugación verbal se indica principalmente a través del empleo de verbos auxiliares pero con la conjugación del propio verbo. En galés literario, por otra parte, es usual la conjugación del verbo propio.

### Otras características de la gramática galesa

#### Posesivos como pronombres objetos
En galés 'Me gusta Rhodri' es Dw i'n hoffi Rhodri ("Estoy a gustar [de] Rhodri"), pero 'Él me gusta' es Dw i'n ei' hoffi fe —literalmente, "Estoy en su gustar a él"; tú me gustas' es Dw i'n dy hoffi di ("Estoy en tu gustar a ti"), etc.

#### El uso de los verbos auxiliares
El galés coloquial tiende muy frecuentemente al empleo de verbos auxiliares. En el presente, todos los verbos se pueden formar con el auxiliar bod 'ser'; así, dw i'n mynd es literalmente "estoy a ir", pero significa simplemente 'yo voy'. 
En pasado y futuro, hay formas conjugadas de todos los verbos (que son invariablemente usadas en la lengua escrita), pero hoy en el habla es mucho más común usar el sustantivo verbal (berfenw) junto con la forma conjugada de gwneud 'hacer'; así, 'yo fui' puede ser mi es i o mi wnes i fynd y 'yo iré' puede ser mi a' i o mi wna i fynd. También hay una forma futura con el auxiliar bod, dando bydda i'n mynd (traducido más correctamente como 'estaré yendo') y un imperfecto (un tiempo pasado continuo/habitual) que también usa bod, con roeddwn i'n mynd significando 'yo solía ir/estaba yendo'.

#### La afirmación
Mi o fe se sitúan frecuentemente antes de los verbos conjugados para indicar que son enunciativos. En el presente e imperfecto del verbo bod 'ser', se emplea yr. Mi está más restringido al galés septentrional coloquial, mientras que fe predomina en el sur y en el registro formal o literario. Tal rasgo de la enunciación es, en todo caso, mucho menos común en registros elevados.

### Numerales y sistema de cómputo
El sistema de cómputo tradicional usado por la lengua galesa es el vigesimal, es decir, basado en las veintenas, como en los numerales franceses desde el 60 al 99, donde los números del 11 al 14 son "x sobre diez", del 16 al 19 son "x sobre quince" (a pesar de ser el 18 normalmente "dos nueves"); los números del 21 al 39 son "1–19 sobre veinte", 40 es "dos veintenas", 60 es "tres veintenas", etc.
Hay también un sistema de cómputo decimal, del gusto de la juventud, pero común en el sur de Gales, y que parece ser el más empleado en el galés de Patagonia, donde los números son "x diez y". Por ejemplo, 35 en este sistema es tri deg pump ('tres diez cinco') mientras que en vigesimal es pymtheg ar hugain (quince [–en realidad "cinco-diez"]– sobre veinte).
Otra fuente de complicación es que mientras que solo hay una palabra para "un" (un), existen formas diferentes para el masculino y el femenino en los números "dos" (dau y dwy), "tres" (tri y tair) y "cuatro" (pedwar e pedair), que han de concordar en género con el sustantivo, aunque esta regla es observada menos estrictamente con el sistema de cómputo decimal.
| Número | Sistema vigesimal              | Sistema decimal        |
| ------ | ------------------------------ | ---------------------- |
| 1      | un                             | un                     |
| 2      | dau (m), dwy (f)               | dau (m), dwy (f)       |
| 3      | tri (m), tair (f)              | tri (m), tair (f)      |
| 4      | pedwar (m), pedair (f)         | pedwar (m), pedair (f) |
| 5      | pump                           | pump                   |
| 6      | chwech                         | chwech                 |
| 7      | saith                          | saith                  |
| 8      | wyth                           | wyth                   |
| 9      | naw                            | naw                    |
| 10     | deg                            | deg                    |
| 11     | un ar ddeg                     | un deg un              |
| 12     | deuddeg                        | un deg dau             |
| 13     | tri/tair ar ddeg               | un deg tri             |
| 14     | pedwar/pedair ar ddeg          | un deg pedwar          |
| 15     | pymtheg                        | un deg pump            |
| 16     | un ar bymtheg                  | un deg chwech          |
| 17     | dau/dwy ar bymtheg             | un deg saith           |
| 18     | deunaw ("dos nueves")          | un deg wyth            |
| 19     | pedwar/pedair ar bymtheg       | un deg naw             |
| 20     | ugain                          | dau ddeg               |
| 21     | un ar hugain                   | dau ddeg un            |
| 22     | dau/dwy ar hugain              | dau ddeg dau           |
| 23     | tri/tair ar hugain             | dau ddeg tri           |
| 24     | pedwar/pedair ar hugain        | dau ddeg pedwar        |
| 25     | pump ar hugain                 | dau ddeg pump          |
| 26     | chwech ar hugain               | dau ddeg chwech        |
| 27     | saith ar hugain                | dau ddeg saith         |
| 28     | wyth ar hugain                 | dau ddeg wyth          |
| 29     | naw ar hugain                  | dau ddeg naw           |
| 30     | deg ar hugain                  | tri deg                |
| 31     | un ar ddeg ar hugain           | tri deg un             |
| 32     | deuddeg ar hugain              | tri deg dau            |
| etc.   |                                |                        |
| 40     | deugain ("dos veintenas")      | pedwar deg             |
| 41     | deugain ac un                  | pedwar deg un          |
| 50     | hanner cant ("medio centenar") | pump deg               |
| 51     | hanner cant ac un              | pum deg un             |
| 60     | trigain                        | chwe deg               |
| 61     | trigain ac un                  | chwe deg un            |
| 62     | trigain a dau                  | chwe deg dau           |
| 63     | trigain a thri                 | chwe deg tri           |
| 70     | deg a thrigain                 | saith deg              |
| 71     | un ar ddeg a thrigain          | saith deg un           |
| 80     | pedwar ugain                   | wyth deg               |
| 81     | pedwar ugain ac un             | wyth deg un            |
| 90     | deg a phedwar ugain            | naw deg                |
| 91     | un ar ddeg a phedwar ugain     | naw deg un             |
| 100    | cant                           | cant                   |
| 200    | dau gant                       | dau gant               |
| 300    | tri chant                      | tri chant              |
| 400    | pedwar cant                    | pedwar cant            |
| 500    | pum cant                       | pum cant               |
| 600    | chwe chant                     | chwe chant             |
| 1000   | mil                            | mil                    |
| 2000   | dwy fil                        | dwy fil                |
| 1 000  | miliwn                         | miliwn                 |
| 1 000  | biliwn                         | biliwn                 |

Notas:
- Las palabras deg (diez), deuddeg (doce) y pymtheg (quince) a menudo se convierten en deng, deuddeng y pymtheng respectivamente cuando van antes de una palabra que comienza por "m", e.g. deng munud (diez minutos), deuddeng milltir (doce millas), pymtheng mlynedd (quince años).

- Los números pump (cinco), chwech (seis) y cant (cien) pierden la consonante final cuando van inmediatamente antes de un sustantivo, e.g. pum potel (cinco botellas), can punt (cien libras), chwe llwy (seis cucharas), .

- Los números altos tienden a usar el sistema decimal, e.g. 1.965 mil, naw cant chwe deg pump. Una excepción a esta regla es al referirse a los años, donde tras el número del millar se dicen las cifras individuales, e.g. 1965 mil naw chwe(ch) pump (mil nueve seis cinco). Este sistema al parecer ha desaparecido desde el año 2000, e.g. 2005 es dwy fil a phump (dos mil y cinco).

- El número miliwn ('millón') es femenino, y biliwn ('billión') es masculino. Esto conviene saberlo porque en determinadas circunstancias ambas formas pueden mutar en filiwn. Así 'dos millones' es dwy filiwn (dwy es femenino), y 'dos billones es dau filiwn (dau es masculino).

### Muestra de texto y vocabulario
Evangelio según Juan capítulo I 1-8 
1. Yn y dechreuad yr oedd y Gair, a'r gair oedd gyda Duw, a Duw oedd y Gair.
2. Hwn oedd yn y dechreuad gyda Duw.
3. Trwyddo ef y gwnaethpwyd pob peth; ac hebddo ef na wnaethpwyd dim a'r a wnaethpwyd.
4. Ynddo ef yr oedd bywyd; a'r bywyd oedd oleuni dynion.
5. A'r goleuni sydd yn llewyrchu yn y tywyllwch; a'r tywyllwch nid oedd yn ei amgyffred.
6. Yr ydoedd gwr wedi ei anfon oddi wrth Dduw, a'i enw Ioan.
7. Hwn a ddaeth yn dystiolaeth, fel y tystiolaethai am y Goleuni, fel y credai pawb trwyddo ef.
8. Nid efe oedd y Goleuni, eithr efe a anfonasid fel y tystiolaethai am y Goleuni.

- Hola - Helo

Porcentaje de hablantes en el País de Gales.

- ¿Qué tal? - Shw mae? (Sut mae? en el norte)
- ¿Cómo te llamas? - Beth yw dy enw di?
- ¿Quién es usted? - Pwy ydych chi? (Pwy dach chi? en el norte)
- ¿Cómo está usted? - Sut ydych/dach chi?
- Gracias muy buenas. ¿Y tú? - Da iawn diolch. A thi?
- Me llamo Henry. - Fy enw i yw Henry.
- Soy Marina - Marina ydw i.
- Tengo un coche - Mae gen i gar
- Tienes una casa - Mae gennyt dŷ.
- Hay una mina - Mae chwarel.
- Es enorme - Mae'n enfawr.
- Él es uno de mis amigos - Ef yw un o'm ffrindiau.

- Mi/mis - Fy
- Tu/tus - Dy
- Su/sus - ei
- Nuestro - ein
- Vuestro - eich
- Su/sus - eu

- El río - Yr afon
- El estuario - Yr aber
- La tienda - Y siop
- La farmacia - Y fferyllfa
- El puente - Y bont
- La costa - Yr arfordir
- La ciudad  - Y ddinas
- Zona húmeda - Ardal wlyb
- Zona sísmica - Ardal seismig

- Soy - Rydw i/Dw i
- Eres - Rwyt ti/Wyt ti
- Es - Mae
- Somos - 'Dyn ni/Dan ni
- Sois - Ydych chi/Dach chi
- Son - Maent/Maen